# Li Jie (architekt)

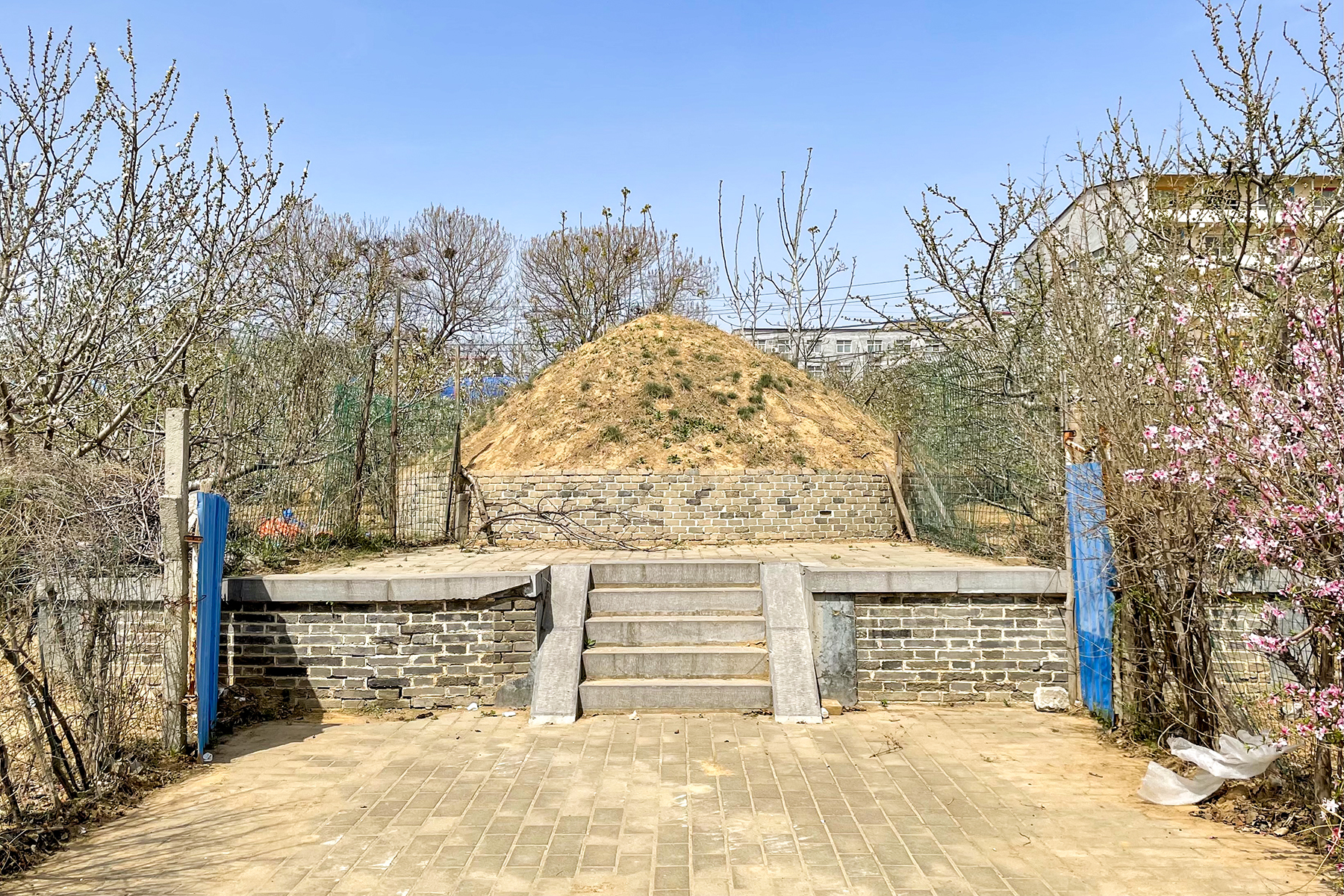
Grobowiec Li Jie jest klasyfikowany jako zabytek rangi państwowej w Chinach

Li Jie (chiń. trad. 李誡; pinyin Lǐ Jiè ur. 1035 lub 1065, zm. w 1108 lub 1110) – chiński architekt i teoretyk architektury z czasów dynastii Song, znany z traktatu Yingzao Fashi.
Pochodził z rodziny urzędniczej (ojciec przez jakiś czas pełnił funkcję ministra finansów), dzięki czemu otrzymał dobre wykształcenie.
Pracował jako niższy urzędnik w biurze ofiar cesarskich, następnie od 1092 pełnił różne funkcje w Wydziale Budownictwa (將作監) w Ministerstwie Robót (Gong bu), statecznie zostając jego dyrektorem. Wykazał się na tyle dużymi zdolnościami, że w 1097 otrzymał polecenie dokonania przeglądu piśmiennictwa na temat budownictwa. Ukończył on swoją księgę – Yingzao fashi w 1100 (trzy lata później została ona wydrukowana).
Li Jie był aktywnym architektem-praktykiem. Budował urzędy, bramy i wieże bramne, budynki pałacowe, a także świątynie buddyjskie, oraz co ważniejsze – świątynię przodków cesarskich panującej dynastii. Nadzorując budowy pilnie studiował działania doświadczonych rzemieślników i zbierał ich przekazywaną ustnie wiedzę, na której oparł swój traktat.
Li Jie, jako intelektualista, nie zajmował się wyłącznie architekturą, pisał też o geografii, historii i filologii. Uprawiał też malarstwo.